# Zajelše
Zajelše so gručasto naselje v Občini Dol pri Ljubljani. Nahajajo se na vzhodnem obrobju Ljubljanskega polja severno od glavne ceste Šentjakob ob Savi - Litija, na južnem vznožju Žlebiča (479 m), vzpetine v skrajnem zahodnem delu Posavskega hribovja.
Krajevna cesta povezuje Zajelše z Zaborštom pri Dolu. Klemenčičev potok, ki teče skozi naselje, se pri Klečah pri Dolu izliva v Mlinščico, industrijski rokav reke Kamniške Bistrice.
V bližini kraja je Športno rekreacijski center Korant.